# Niederländische Männer-Handballnationalmannschaft
Die niederländische Männer-Handballnationalmannschaft repräsentiert den Handballverband der Niederlande als Auswahlmannschaft auf internationaler Ebene bei Länderspielen im Handball gegen Mannschaften anderer nationaler Verbände.

## Geschichte
Der Nederlands Handbal Verbond (NHV) wurde 1936 gegründet ist seit 1946 Mitglied in der Internationalen Handballföderation (IHF) und seit 1992 in der Europäischen Handballföderation (EHF). 1961 nahm die Auswahl zum ersten Mal an einer Weltmeisterschaft teil, bei der sie den elften Platz belegte. In der Folge konnte sie sich über C-Weltmeisterschaften für die B-Weltmeisterschaften qualifizieren, aber nicht mehr für die eigentlichen WM-Turniere. Bei der Weltmeisterschaft 2023 wird sie zum zweiten Mal teilnehmen. Für eine Europameisterschaft qualifizierte sich die Niederlande auch dank der vergrößerten Teilnehmerzahl in den Jahren 2020 und 2022.
Nachdem sich von 1964 bis 2021 kein niederländisches Team für eine Weltmeisterschaft qualifizieren konnte, gelang das für die Weltmeisterschaft 2023. Das erste Weltmeisterschaftsspiel seit 1964 gewann das Team gegen Argentinien mit 29:19.

## Internationale Großereignisse

### Olympische Spiele
- Olympische Spiele 1972: nicht qualifiziert
- Olympische Spiele 1976: nicht qualifiziert
- Olympische Spiele 1980: nicht qualifiziert
- Olympische Spiele 1984: nicht qualifiziert
- Olympische Spiele 1988: nicht qualifiziert
- Olympische Spiele 1992: nicht qualifiziert
- Olympische Spiele 1996: nicht qualifiziert
- Olympische Spiele 2000: nicht qualifiziert
- Olympische Spiele 2004: nicht qualifiziert
- Olympische Spiele 2008: nicht qualifiziert
- Olympische Spiele 2012: nicht qualifiziert
- Olympische Spiele 2016: nicht qualifiziert
- Olympische Spiele 2020: nicht qualifiziert

### Weltmeisterschaften
- Weltmeisterschaft 1938: nicht teilgenommen
- Weltmeisterschaft 1954: nicht qualifiziert
- Weltmeisterschaft 1958: nicht qualifiziert
- Weltmeisterschaft 1961: 11. Platz (von 12 Mannschaften)

Kader: Ab Mastenbroek, Gerard van Noesel, Wim Meyers, Hans Horselenberg, Henk Kuipers, Theo Mulder, Frans van der Heyden, Joop Poulus, Jan Ritterbos, Daan Gillissen, Marinus Botterman, Henk Botterman, Jan Middelink, Rob de Graaf, Rinkel. Trainer: Chris Agterdenbosch.

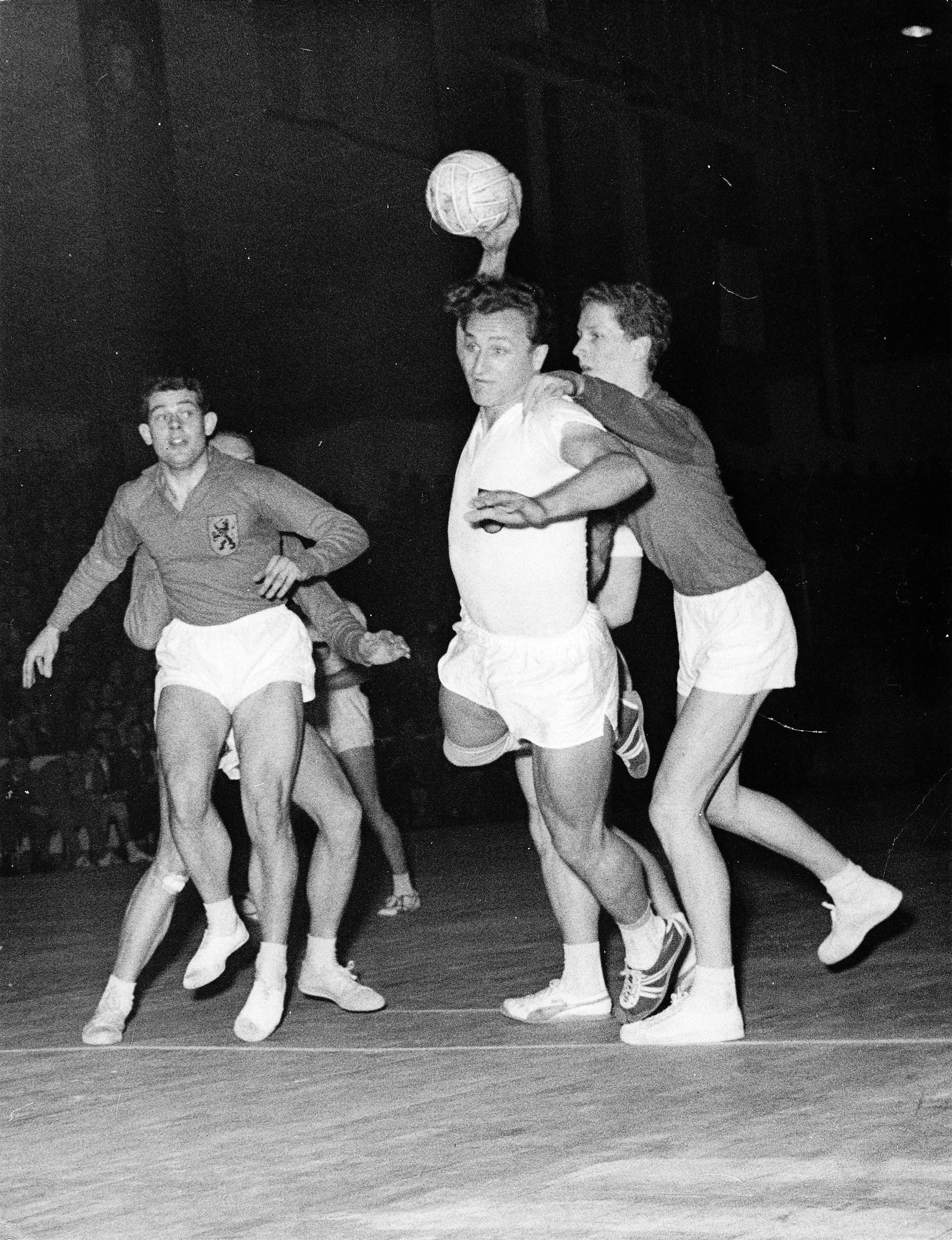
Hans Horselenberg (links) und Rinkel (rechts) versuchen im WM-Spiel 1961 gegen Deutschland Hans Haberhauffe am Wurf zu hindern.

- von 1964 bis 2021 konnte sich keine niederländische Auswahl für eine Weltmeisterschaft qualifizieren
- Weltmeisterschaft 2023: 14. Platz (von 32 Mannschaften)

Kader: Bart Ravensbergen (6 Spiele/3 Tore), Arjan Versteijnen (6/0), Jasper Adams (6/0), Evert Kooijman (6/0), Rob Schmeits (1/1), Robin Schoenaker (6/1), Iso Sluijters (6/1), Tom Jansen (6/5), Ivar Stavast (6/8), Jeffrey Boomhouwer (6/10), Niels Versteijnen (6/11), Bobby Schagen (5/14), Samir Benghanem (6/16), Rutger ten Velde (6/17), Luc Steins (6/22), Dani Baijens (6/24), Kay Smits (6/44). Trainer:  Staffan Olsson.

#### B- und C-Weltmeisterschaften
- C-Weltmeisterschaft 1976: 2. Platz (von 8 Mannschaften), Aufstieg in B-Klasse[7]
- B-Weltmeisterschaft 1977: 8. Platz (von 12 Mannschaften)
- C-Weltmeisterschaft 1978: nicht teilgenommen
- B-Weltmeisterschaft 1979: 7. Platz (von 12 Mannschaften)
- C-Weltmeisterschaft 1980: nicht teilgenommen
- B-Weltmeisterschaft 1981: 10. Platz (von 12 Mannschaften)
- C-Weltmeisterschaft 1982: nicht teilgenommen
- B-Weltmeisterschaft 1983: 9. Platz (von 12 Mannschaften), Abstieg in C-Klasse
- C-Weltmeisterschaft 1984: 3. Platz (von 12 Mannschaften), Aufstieg in B-Klasse
- B-Weltmeisterschaft 1985: 12. Platz (von 16 Mannschaften), Abstieg in C-Klasse
- C-Weltmeisterschaft 1986: 2. Platz (von 11 Mannschaften)
- B-Weltmeisterschaft 1987: nicht qualifiziert
- C-Weltmeisterschaft 1988: 2. Platz (von 9 Mannschaften), Aufstieg in B-Klasse

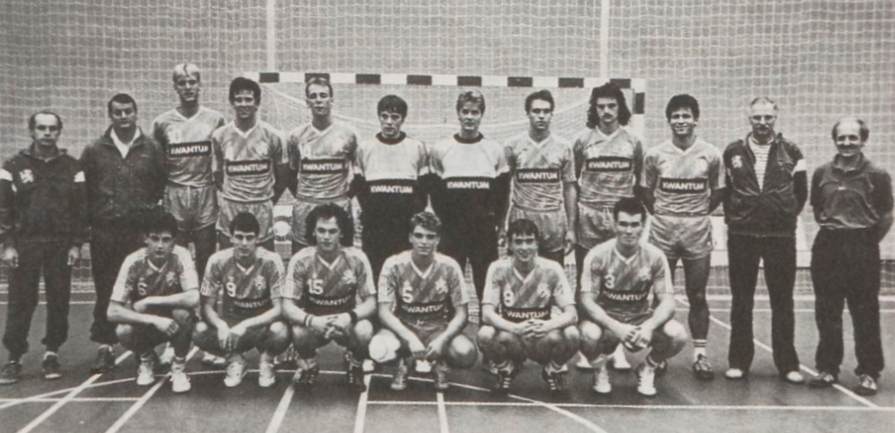
Die niederländische Auswahl vor der B-Weltmeisterschaft 1989.

- B-Weltmeisterschaft 1989: 11. Platz (von 16 Mannschaften), Abstieg in C-Klasse
- C-Weltmeisterschaft 1990: 5. Platz (von 12 Mannschaften), Aufstieg in B-Klasse
- B-Weltmeisterschaft 1992: 9. Platz (von 16 Mannschaften)

### Europameisterschaften
- Europameisterschaft 1994: nicht qualifiziert
- Europameisterschaft 1996: nicht qualifiziert
- Europameisterschaft 1998: nicht qualifiziert
- Europameisterschaft 2000: nicht qualifiziert
- Europameisterschaft 2002: nicht qualifiziert
- Europameisterschaft 2004: nicht qualifiziert
- Europameisterschaft 2006: nicht qualifiziert
- Europameisterschaft 2008: nicht qualifiziert
- Europameisterschaft 2010: nicht qualifiziert
- Europameisterschaft 2012: nicht qualifiziert
- Europameisterschaft 2014: nicht qualifiziert
- Europameisterschaft 2016: nicht qualifiziert
- Europameisterschaft 2018: nicht qualifiziert
- Europameisterschaft 2020: 17. Platz (von 24 Mannschaften)

Kader: Bart Ravensbergen (3 Spiele/0 Tore), Gerrie Eijlers (3/0), Robin Schoenaker (3/0), Niels Versteijnen (3/1), Ivo Steins (3/1), Dani Baijens (3/1), Jasper Adams (3/2), Tim Remer (3/3), Ephrahim Jerry (3/4), Samir Benghanem (3/5), Bobby Schagen (3/5), Toon Leenders (3/6), Iso Sluijters (3/7), Jeffrey Boomhouwer (3/9), Luc Steins (3/14), Kay Smits (3/22). Trainer:  Erlingur Richardsson.
- Europameisterschaft 2022: 10. Platz (von 24 Mannschaften)

Kader: René de Knegt (3/0), Thijs van Leeuwen (3/0), Dennis Schellekens (3/0), Gerrie Eijlers (1/0), Iso Sluijters (4/0), Bart Ravensbergen (4/1), Lars Kooij (3/1), Jasper Adams (5/1), Niko Blaauw (4/1), Jeffrey Boomhouwer (3/1), Ivo Steins (7/2), Robin Schoenaker (4/3), Florent Bourget (4/5), Alec Smit (7/5), Tommie Falke (3/8), Ivar Stavast (7/8), Rutger ten Velde (5/12), Tom Jansen (7/14), Samir Benghanem (6/18), Bobby Schagen (7/18), Luc Steins (7/22/All-Star), Dani Baijens (7/35). Trainer:  Erlingur Richardsson.
- Europameisterschaft 2024: 12. Platz (von 24 Mannschaften)

Kader: Bart Ravensbergen (7 Spiele/2 Tore), Ivar Stavast (7/9), Janik van Zundert (ohne Einsatz), Rutger ten Velde (7/45), Niko Blaauw (1/1), Robin Schoenaker (7/0), Iso Sluijters (7/6), Samir Benghanem (3/9), Bobby Schagen (7/17), Lars Kooij (7/18), Kaj Geenen (7/9), Niels Gerardus Versteijnen (7/39), Martijn Kleijkers (4/4), Luc Steins (7/21), Jorn Smits (3/3), Alec Smit (7/6), Tim Claessens (7/4), Arjan Versteijnen (7/0), Thomas Houtepen (4/5), Dani Baijens (6/26). Trainer:  Staffan Olsson.

## Weitere Turnierteilnahmen

### Golden League
Bei der Golden League, ausgetragen in Dänemark, Norwegen und Frankreich mit einer zusätzlichen Gastmannschaft, erreichte die Auswahl folgende Platzierungen:
- Golden League 2021/22:
  - 1. Turnier: 4. Platz (von 4 Mannschaften)

## Aktueller Kader
| Nr. | Spieler                    | Geburtstag | Alter | Position        | Größe  | Gewicht | Verein                      | Lsp. | Tore |
| --- | -------------------------- | ---------- | ----- | --------------- | ------ | ------- | --------------------------- | ---- | ---- |
| 77  | Dani Baijens               | 05.05.1998 | 25    | Rückraum Mitte  | 1,82 m | 93 kg   | HSV Hamburg                 | 70   | 187  |
| 13  | Samir Benghanem            | 10.12.1993 | 30    | Kreisläufer     | 1,94 m | 105 kg  | Green Park Handbal Aalsmeer | 62   | 117  |
| 6   | Niko Blaauw                | 15.01.2002 | 21    | Rückraum links  | 1,90 m | 86 kg   | VfL Lübeck-Schwartau        | 8    | 2    |
| 9   | Florent Bourget            | 12.06.1998 | 25    | Rückraum Mitte  | 1,86 m | 88 kg   | HC Vise BM                  | 12   | 20   |
| 28  | Tim Claessens              | 09.01.1999 | 25    | Kreisläufer     | 1,97 m | 111 kg  | Achilles Bocholt            | 6    | 1    |
| 36  | Rene de Knegt              | 03.03.1996 | 27    | Torhüter        | 1,93 m | 104 kg  | Green Park Handbal Aalsmeer | 12   | 0    |
| 42  | Evan de Lange              | 26.08.2004 | 19    | Torhüter        | 1,89 m | 84 kg   | HV KRAS/Volendam            | 0    | 0    |
| 10  | Jens Dijkstra              | 01.02.2002 | 21    | Torhüter        | 1,88 m | 81 kg   | OCI-LIONS                   | 0    | 0    |
| 32  | Tommie Falke               | 08.02.1993 | 30    | Linksaußen      | 1,83 m | 84 kg   | Sporting Neerpelt           | 40   | 98   |
| 17  | Kaj Geenen                 | 06.05.2003 | 20    | Linksaußen      | 1,84 m | 72 kg   | VfL Lübeck-Schwartau        | 5    | 1    |
| 33  | Thomas Houtepen            | 15.05.2002 | 21    | Rückraum Mitte  | 1,83 m | 75 kg   | TBV Lemgo Lippe             | 4    | 1    |
| 2   | Robin Jansen               | 23.06.1995 | 28    | Rückraum links  | 1,94 m | 91 kg   | TV Emsdetten                | 29   | 49   |
| 25  | Ephrahim Jerry             | 27.05.1996 | 27    | Rückraum links  | 1,96 m | 98 kg   | HV KRAS/Volendam            | 49   | 115  |
| 21  | Martijn Kleijkers          | 22.02.2001 | 22    | Kreisläufer     | 1,88 m | 90 kg   | HV Sittardia                | 0    | 0    |
| 15  | Lars Kooij                 | 11.08.2000 | 23    | Kreisläufer     | 1,99 m | 100 kg  | ASV Hamm-Westfalen          | 9    | 4    |
| 8   | Evert Kooijman             | 28.01.1996 | 27    | Kreisläufer     | 1,91 m | 105 kg  | HV KRAS/Volendam            | 42   | 36   |
| 24  | Robin Leunissen            | 28.04.2001 | 22    | Rückraum links  | 1,84 m | 88 kg   | OHV-Aurich                  | 0    | 0    |
| 40  | Robin Nagtegaal            | 21.01.1999 | 24    | Rechtsaußen     | 1,90 m | 80 kg   | HV KRAS/Volendam            | 0    | 0    |
| 1   | Bart Ravensbergen          | 14.03.1993 | 30    | Torhüter        | 1,90 m | 92 kg   | Frisch Auf Göppingen        | 95   | 13   |
| 14  | Bobby Schagen              | 13.01.1990 | 33    | Rechtsaußen     | 1,90 m | 86 kg   | TBV Lemgo Lippe             | 126  | 389  |
| 38  | Rob Schmeits               | 11.06.1994 | 29    | Rechtsaußen     | 1,85 m | 65 kg   | OCI-LIONS                   | 6    | 6    |
| 7   | Robin Schoenaker           | 23.08.1995 | 28    | Rückraum links  | 1,98 m | 105 kg  | Sporting Neerpelt           | 47   | 8    |
| 11  | Iso Sluijters              | 24.07.1990 | 33    | Rückraum rechts | 1,92 m | 95 kg   | GC Amicitia Zürich          | 104  | 191  |
| 27  | Alec Smit                  | 15.05.1999 | 24    | Rechtsaußen     | 1,82 m | 80 kg   | SønderjyskE Håndbold        | 47   | 56   |
| 23  | Jorn Smits                 | 03.09.1992 | 31    | Rückraum links  | 1,93 m | 90 kg   | Lemvig-Thyborøn Håndbold    | 64   | 85   |
| 31  | Kay Smits                  | 31.03.1997 | 26    | Rückraum rechts | 1,86 m | 89 kg   | SG Flensburg-Handewitt      | 80   | 368  |
| 3   | Ivar Stavast               | 13.01.1998 | 25    | Rückraum Mitte  | 1,91 m | 95 kg   | HC Elbflorenz               | 34   | 39   |
| 22  | Luc Steins                 | 22.03.1995 | 28    | Rückraum Mitte  | 1,73 m | 72 kg   | Paris Saint-Germain         | 100  | 280  |
| 5   | Rutger ten Velde           | 05.03.1997 | 26    | Linksaußen      | 1,78 m | 78 kg   | TuS N-Lübbecke              | 56   | 128  |
| 39  | Luca Van Straaten          | 17.10.1998 | 25    | Linksaußen      | 1,85 m | 75 kg   | OCI-LIONS                   | 0    | 0    |
| 4   | Janik van Zundert          | 08.09.2002 | 21    | Rückraum rechts | 1,91 m | 86 kg   | Bevo HC                     | 0    | 0    |
| 30  | Arjan Versteijnen          | 03.02.2000 | 23    | Torhüter        | 1,93 m | 103 kg  | Bevo HC                     | 17   | 1    |
| 20  | Niels Gerardus Versteijnen | 03.02.2000 | 23    | Rückraum rechts | 2,00 m | 95 kg   | TBV Lemgo Lippe             | 34   | 40   |
| 35  | Donny Vink                 | 01.08.1998 | 25    | Linksaußen      | 1,86 m | 84 kg   | Green Park Handbal Aalsmeer | 2    | 1    |
| 12  | Sander Visser              | 04.05.1999 | 24    | Rechtsaußen     | 1,83 m | 79 kg   | HSG Nordhorn-Lingen         | 2    | 1    |

## Bisherige Trainer
| Trainer                      | Zeitraum   |
| ---------------------------- | ---------- |
| Chris Agterdenbosch          | 0000–1964  |
| Bernd Kuchenbecker           | 1964–1968  |
| Jaroslav Mraz                | 1968–1972  |
| Bertus Cras                  | 1972–1973  |
| Jo Maas                      | 1973       |
| Heinz Henneberg              | 1973–1975  |
| Rob Janssen                  | 1975       |
| Rob Janssen & Jo Maas        | 1975–1976  |
| Jan Tuik & George van Noesel | 1976–1977  |
| Jan Tuik                     | 1977       |
| Jan Tuik & Jo Maas           | 1977–1978  |
| Jan Tuik                     | 1978       |
| Guus Cantelberg              | 1978–1980  |
| Ján Kecskeméthy              | 1980–1985  |
| Ton van Linder               | 1985–1987  |
| Gabrie Rietbroek             | 1987       |
| Ton van Linder               | 1987–1989  |
| Guus Cantelberg              | 1989–1993  |
| Harry Weerman                | 1993–1995  |
| Leszek Krowicki              | 1995–1998  |
| Ryszard Malag                | 1998–2000  |
| Sjors Röttger                | 2000–2002  |
| Henk Groener                 | 2002–2005  |
| Pim Rietbroek                | 2005–2007  |
| Harry Weerman                | 2007–2012  |
| Mark Schmetz                 | 2012–2014  |
| Joop Fiege                   | 2014–2017  |
| Erlingur Richardsson         | 2017–2022  |
| Staffan Olsson               | 2022–heute |

## Ehemalige Spieler

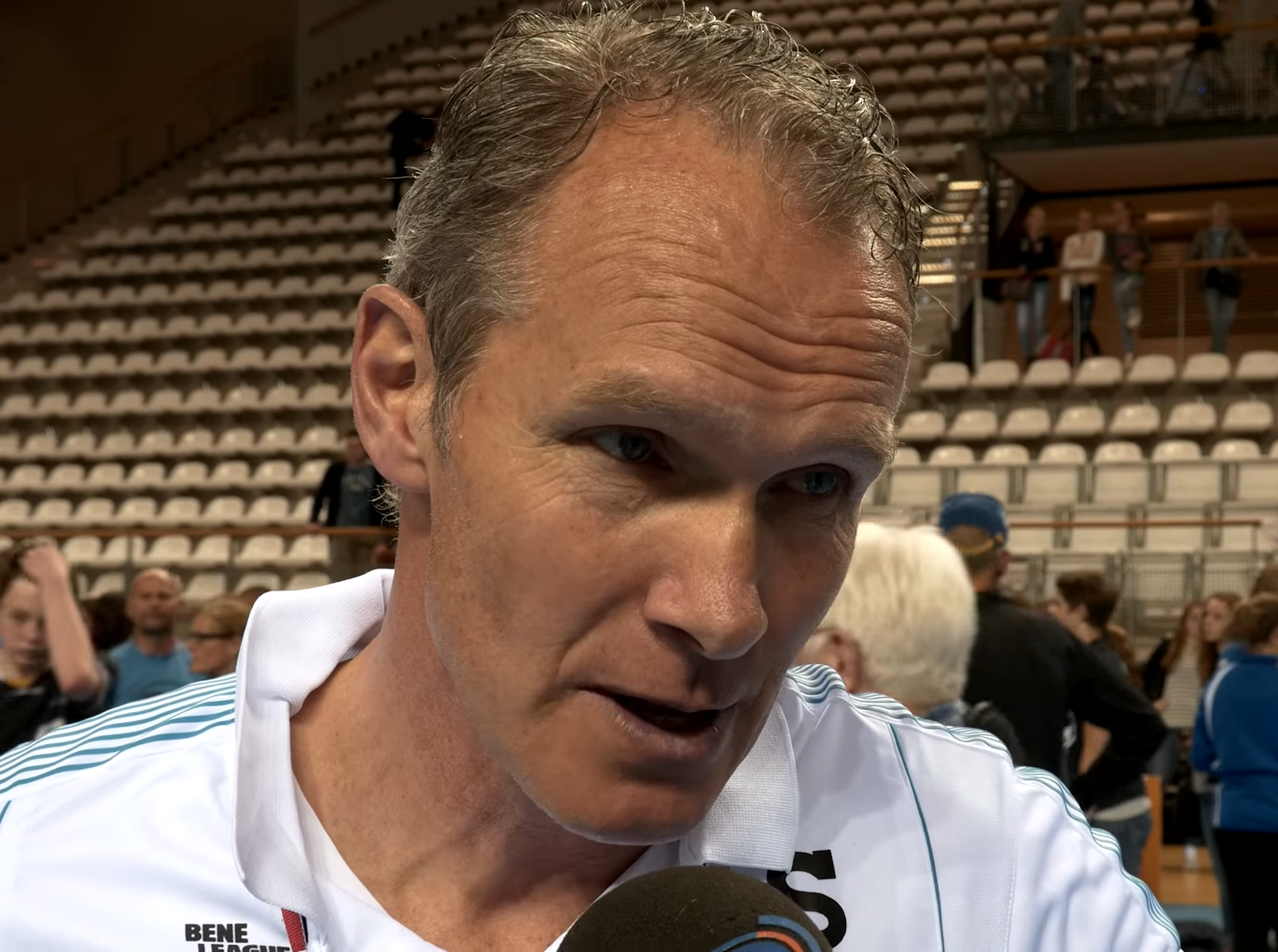
Lambert Schuurs ist der Rekordnationalspieler der Niederlande.

- Jan de Bakker (82 Länderspiele/? Tore)
- Marco Beers (45/?)
- Malik Beširević (33/?)
- Mark Bult (85/293)
- Joey Duin (31/60)
- Gerrie Eijlers (121/4)
- Henk Groener (208/519)
- Arjan Haenen (28/68)
- Patrick Kersten (105/?)
- Bartosz Konitz (71/213)
- Michiel Lochtenbergh (82/206)
- Robert Nijdam (152/?)
- Fabian van Olphen (75/312)
- Tim Remer (95/228)
- Mark Schmetz (103/316)
- Lambert Schuurs (312/?)
- Nicky Verjans (66/165)